# Fayet (Aveyron)
Fayet – miejscowość i gmina we Francji, w regionie Oksytania, w departamencie Aveyron. W 2013 roku jej populacja wynosiła 269 mieszkańców. Gmina położona jest na terenie Parku Regionalnego Grands Causses. 

## Zabytki
Zabytki w miejscowości posiadające status monument historique:
- zamek w osadzie La Roque (fr. Château de la Roque)
- studnie (fr. Puits)